# 滝川市営球場
滝川市営球場（たきかわしえいきゅうじょう）は、北海道滝川市にある野球場。

## 施設概要
- 両翼：98m 中堅122m
- 内野：クレー舗装 外野：天然芝
- 収容人員：7,000人（スタンド席:1,000人、芝生席:6,000人）
- 照明：6基

## プロ野球(NPB)開催実績
ファーム
- 1990年6月2日 イ・読売ジャイアンツ 0-4 西武ライオンズ[1]
- 2008年6月14日 イ・北海道日本ハムファイターズ 2-13 埼玉西武ライオンズ[2]
- 2013年7月29日 イ・北海道日本ハムファイターズ 5-11 東京ヤクルトスワローズ[3]

## 独立リーグの使用
2022年に、北海道ベースボールリーグが、ナイター開催球場として、すながわリバーズ主催の公式戦4試合を予定し、開催された。2023年の日程では開催の予定がない。